# Gaston Jobbé-Duval
Pour les articles homonymes, voir Jobbé-Duval.
Gaston Gabriel Jobbé-Duval est un peintre français né à Rennes le 27 novembre 1856 et mort à Paris le 20 avril 1929.

## Biographie
Gaston Jobbé-Duval est le cinquième enfant sur six d’Auguste Louis Jobbé-Duval, peintre décorateur à Rennes, et d’Henriette Frédérique Guérin.
Il se marie le 20 mars 1891 avec Marguerite Courbouin, dont il aura trois enfants, notamment Gaston Jobbé-Duval (fils) (1895-1929), également peintre.
Sur les traces de son père, et après avoir été à l’école des beaux-arts de Rennes, il est élève de Karl Daubigny. Il devient ensuite professeur de dessin au lycée Saint-Louis-de-Gonzague et au collège Notre-Dame de Paris. Selon son dossier de Légion d'honneur, il devient, à partir de 1905, directeur de l'école professionnelle de la chambre syndicale de la bijouterie fantaisie.
Il est nommé chevalier de la Légion d'honneur en août 1922.
À Rennes, il peint avec son frère aîné Auguste Henri Jobbé Duval (1847-1932) des décorations pour des hôtels particuliers — dont l'hôtel de Courcy —, la décoration de la salle des fêtes de la mairie entre 1918 et 1921, ainsi que le foyer de l'opéra.

## Œuvres

### Affiche
- London Brighton and South Coast and Western of France Railways Normandy Brittany and Mont Saint Michel, 1896[3]  et 1899[4].
- Chemins de Fer l'Ouest. Excursions en Normandie et Bretagne. Ile de jersey Mont Saint Michel…, 1896[5].
- Taverne Prosper Rousseau 1 rue de l'Isly et 7 rue du Havre. Brasserie de l'École Royale de l'État de Bavière fondée en 1141, 1895-1905[6].

### Lithographie
- Paris vu des tours Notre-Dame, direction de Bercy, 1894[1].
- Barques remorquées. Trouville, 1894[1].
- Les Korrigans, 1896[1].
- L'office du soir, 1897[1].

### Peinture murale
- Rennes :
  - hôtel de Courcy ; "La Vérité triomphant sur le temps" ,1887
  - mairie, salle des fêtes, 1918-1921 ;
  - opéra, foyer.